# Historia Olkusza

Herb Olkusza

Olkusz – miasto powiatowe w woj. małopolskim. Szczyci się wielowiekową historią górnictwa rud srebra i ołowiu.

## Starożytność
Podzielone są zdania co do rodowodu Olkusza. Legenda mówi, że miasto założone zostało w starożytności przez Fenicjan i już wtedy związane było z wydobyciem kruszców. Wskazywać ma na to pierwotna nazwa miasta – Elkusz, którą najłatwiej jest objaśnić na gruncie języka fenickiego. El znaczy w nim „pan”, „Bóg”, a czasownik kusz – „kuć”. Fenicjanie mogli przywędrować w te odległe od ich ojczyzny strony w poszukiwaniu skarbów, którymi okazały się pokłady rud srebronośnego ołowiu. Badania archeologiczne wskazują, że początki eksploatacji złóż ołowiu w Olkuszu sięgają już VIII w. p.n.e. Prawdopodobnie wiązało się to z przybyciem w tym czasie na tereny plemion celtyckich, specjalizujących się w obróbce srebra.

## Średniowiecze

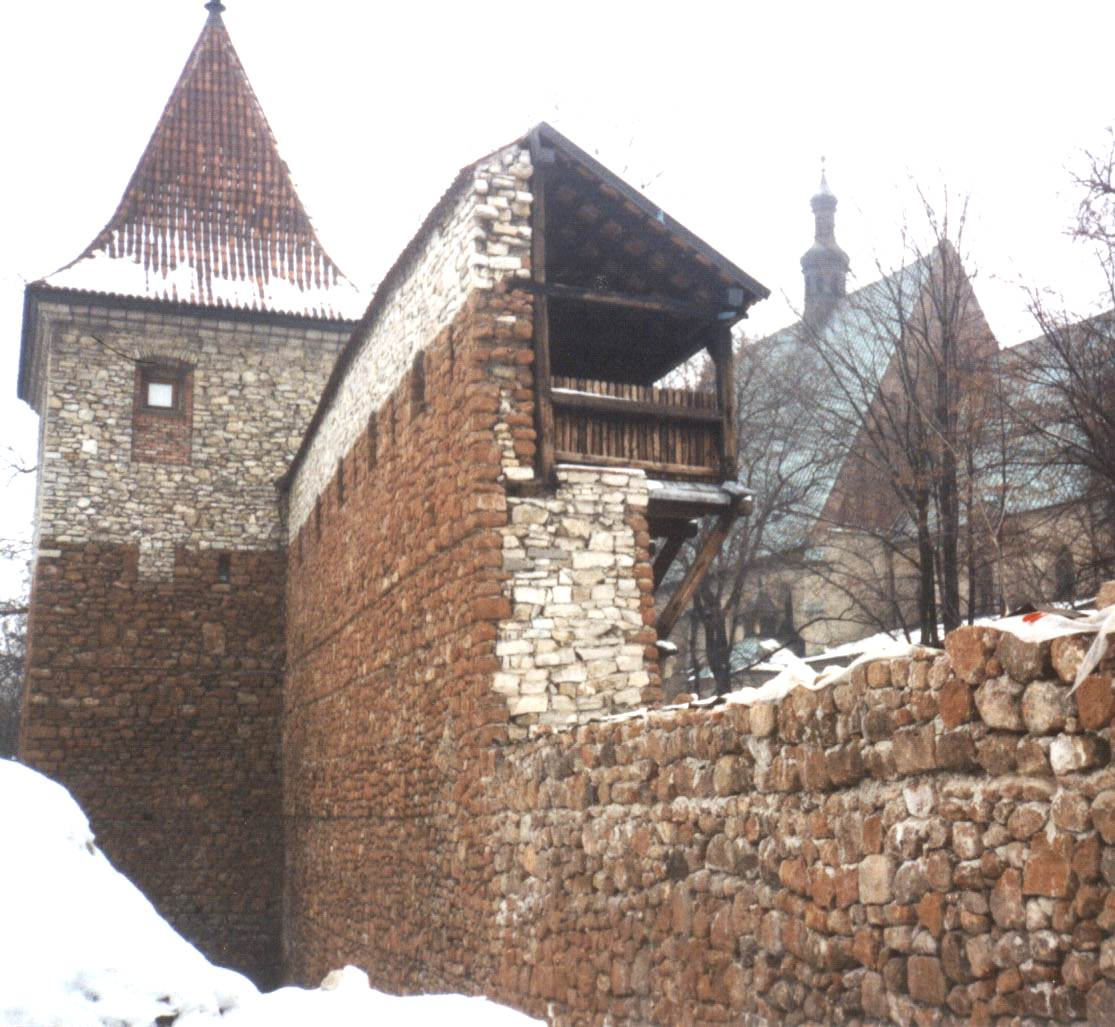
Zrekonstruowane średniowieczne mury miejskie z basztą

Na terenie Olkusza już we wczesnym średniowieczu rozwinęło się górnictwo, ze względu na płytko położone pokłady srebra. Zapewne dlatego w 965 r. miał się tu zatrzymać w czasie swej podróży z Pragi do Krakowa Ibrahim ibn Jakub. Według miejscowych przekazów obóz Ibrahima znajdował się obok Starego Olkusza, przy szlaku z Wrocławia do Krakowa. Początkowo osadnictwo rozwijało się na zachód od obecnego miasta, w Starym Olkuszu, który został spalony na początku XIV wieku. W wyniku tego osada przeniosła się nad rzekę Babę.
Miasto znane było poza granicami Polski już w XI wieku, kiedy uczony interpretator biblii i talmudu Szlomo Jicchaki (1040–1105) z francuskiego miasta Troyes napisał o Olkuszu: 

HAELQOSI jest to miasto w państwie Polonia, które należy do ziemi Izraela, choć leży poza granicami ziemi Izraela. l wiedz, że są tam rudy złota, srebra i że w pobliżu niego znajduje się sól, ponieważ Morze Solne (Martwe) dochodzi do tego miejsca

.

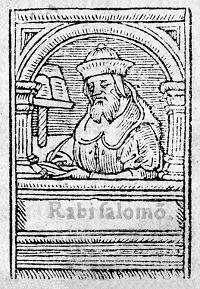
Żyjący we Francji Szlomo Jicchaki (1040–1105) opisywał Olkusz już w XI w.

Pierwsza polska pisemna wzmianka pisana o Olkuszu pochodzi z 1257 r., kiedy Bolesław Wstydliwy, przenosząc klasztor klarysek z Zawichostu do Skały, obiecał wypłacać na jego utrzymanie rocznie dwie grzywny złota z dochodów za ołów olkuski. Pierwszy przywilej dla kopalń olkuskich wydany został w 1374 r. w Krakowie przez Elżbietę Łokietkównę. To, że kopalnie olkuskie starsze są od tego przywileju potwierdza zawarte w nim zdanie, że rządzić się one mają „według dawnych obyczajów” (juxta modum et consuetudinem primitus observatam).
Miasto lokowane zostało na prawie niemieckim najprawdopodobniej jeszcze przed 1299 r. Akt lokacyjny miasta zaginął, wskutek czego niemożliwe jest ustalenie dokładnej daty. Jednak dokument z 1299 r., w którym kasztelan Wierzbięta nadaje „obywatelowi olkuskiemu” Henrykowi (Henrico civi de Ilkusz) wieś Zimnodół wskazuje na posiadanie przez Olkusz już w tym czasie praw miejskich. Natomiast Jan Długosz przypisuje założenie miasta dopiero Kazimierzowi Wielkiemu, który wobec malejącego wydobycia kruszców w Bytomiu i Sławkowie, a rosnącej wydolności kopalń „pod wsią Elkusch” założył tu miasto, opasał je murami oraz ufundował kościół pw. św. Andrzeja Apostoła i klasztor augustynianów. Informacja ta może dotyczyć ponownej lokacji Olkusza przez Kazimierza Wielkiego, natomiast prawa miejskie Olkusz otrzymał wcześniej, najprawdopodobniej od Bolesława Wstydliwego. Nastąpić to musiało między rokiem 1262 a 1299, gdyż dokument wystawiony w 1262 r. przez Bolesława Wstydliwego nie nazywa jeszcze Olkusza miastem, a drugi, z 1299 r., wzmiankuje o mieszczaninie olkuskim Henryku. Od panowania Kazimierza Wielkiego następuje intensywny rozwój Olkusza. Miasto zostaje wówczas zaliczone do największych i najważniejszych miast Małopolski, co zawdzięczało rozbudowie królewskich kopalń, a także położeniu na szlaku Wrocław – Kraków. W roku 1356 miasto zyskuje prawo delegowania swoich przedstawicieli do nowo powstałego Sądu Sześciu Miast, który był najwyższym organem sądowniczym dla miast Małopolski. Wielu olkuszan piastowało wówczas znaczne stanowiska – Marcin Bylica był astronomem na dworze króla węgierskiego Macieja Korwina, a Marcin Biem zajmował się reformą kalendarza jako profesor Akademii Krakowskiej.
W 1363 roku krakowscy starostowie witali w Olkuszu cesarza Karola IV, jadącego do Krakowa na swój ślub z Elżbietą, wnuczką Kazimierza Wielkiego.

## Czasy świetności (XV–XVI) w.
W XV wieku wyczerpaniu ulegają położone płytko pokłady surowców, wtedy to zostają wybudowane sztolnie umożliwiające wydobycie z pokładów umiejscowionych na znacznie większej głębokości.
W 1551 Zygmunt II August ustanowił nowy statut dla kopalń w okolicach Olkusza.
W 1579 roku uruchomiono w kamienicy położonej na Rynku mennicę królewską, która działała do 1601 r.

## Spadek znaczenia (XVII w.)
Kres świetności miasta nastał wraz z nadejściem XVII wieku: wtedy to górnicy zaczęli podkopywać zabudowania miejskie, ponieważ uległy wyczerpaniom złoża kruszców. Niemniej jeszcze w połowie XVII w. w Olkuszu wytapiano rocznie 1136 kg czystego srebra i 2500 ton ołowiu. W 1702 Szwedzi ponownie zrabowali Olkusz, zabierając zgromadzone wówczas zapasy ołowiu. W 1712 ustały tutaj prace górnicze. Do całkowitej klęski przyczynił się potop szwedzki – olkuscy gwarkowie zostali zabrani przez Szwedów do wykonania podkopów pod klasztor na Jasnej Górze, gdzie wszyscy zginęli. W dodatku zaniedbane i zamulone sztolnie spowodowały zalanie kopalń. Przez miasto kilkakrotnie wówczas przetaczały się pożary, które zniszczyły większość zabudowań.

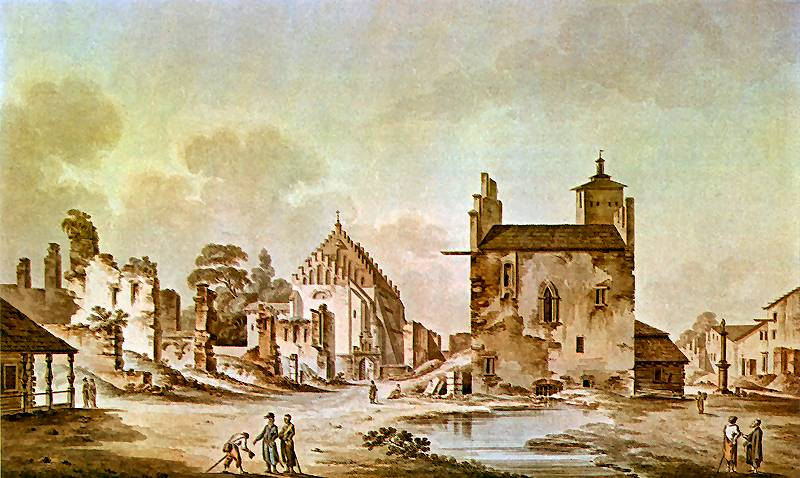
Widok rynku w Olkuszu, Zygmunt Vogel, 1792

## Okres upadku (XVIII w.)
W 1702 r. Szwedzi zrabowali zapasy ołowiu i nałożyli na gwarków olkuskich kontrybucję w wysokości 30 tys. zł. W 1712 zapadły się dwie główne sztolnie: ponikowska i pilecka, po czym prawie całkowicie zaprzestano prac górniczych. W 1772 miasto zostało doszczętnie splądrowane przez oddziały rosyjskie Aleksandra Suworowa. Pod koniec XVIII wieku znajdował się Olkusz w całkowitym upadku. 3 lipca 1787 r. zajechał tu, po drodze z Krakowa, król Stanisław August Poniatowski. Z tej okazji kronikarz pozostawił następujący opis miasta: 

Olkusz najsmutniejszym jest gruzów i rozwalisk, a nędzy mieszczan siedzących na bogactwach wizerunkiem. Starożytne ślady pracy i pożytków kraju od Jagiełłów rządzonego, ledwo dziś widać pod zalewami wód a kupami nawianego piasku.

.
W 1794 r. Olkusz znalazł się pod okupacją pruską. W wyniku rozgraniczenia dokonanego przez Prusy i Austrię w 1796 r., po III rozbiorze Polski (1795), miasto znalazło się w zaborze austriackim (Nowa Galicja, cyrkuł krakowski).

## XIX–XX w.

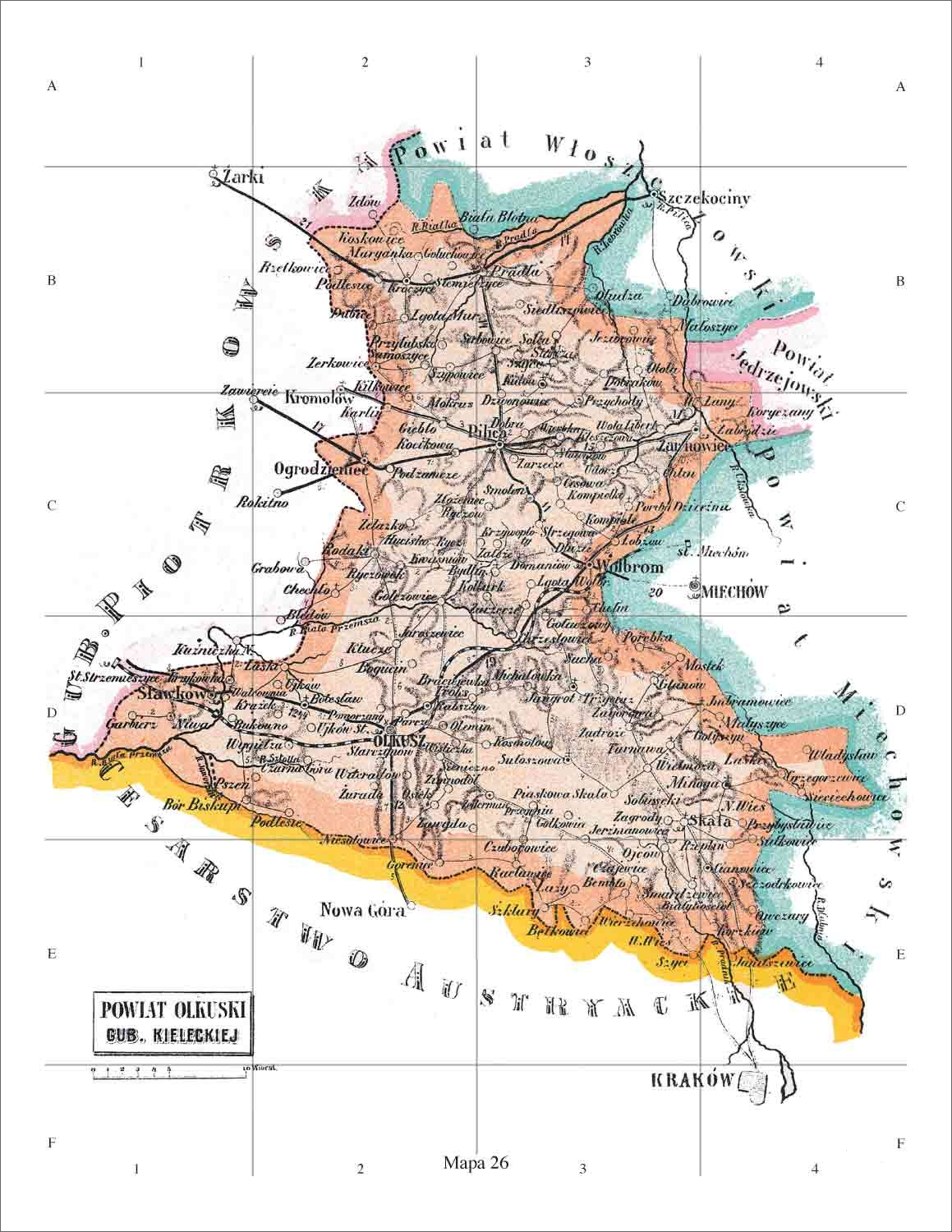
Powiat olkuski w latach 1867–1914

Po pokoju w Schönbrunnie w 1809 r. miasto znalazło się w Księstwie Warszawskim, a od 1815 roku w Królestwie Polskim. Właśnie wówczas poczęto snuć plany odbudowy górnictwa w rejonie olkuskim. W latach 1813 i 1814 otwarto pierwsze kopalnie galmanu, z których największą była kopalnia „Józef”. W pierwszej połowie XIX wieku miasto przeszło znaczną metamorfozę – wyburzono stary ratusz, mury miejskie oraz klasztor augustianów, powstały wówczas gmachy starostwa (Olkusz stał się wtedy siedzibą powiatu), szpitala oraz nowego ratusza. W czasie powstania styczniowego na terenie Olkusza i okolic czynnie działały oddziały partyzanckie, w tym grupa żołnierzy włoskich dowodzonych przez płk Francesco Nullo, który zginął w bitwie pod Krzykawką i dziś ma grób na olkuskim starym cmentarzu.
Po powstaniu powoli z upadku podźwignął się przemysł. Niebagatelne znaczenie miała budowa w latach 1883–1885 linii Dąbrowsko-Iwangrodzkiej, która znacznie ożywiła niespełna dwutysięczne miasteczko. Właśnie dzięki korzystnemu położeniu na szlakach komunikacyjnych w 1907 roku austriacki przemysłowiec Peter Westen założył Fabrykę Naczyń Blaszanych (dziś Emalia Olkusz S.A.). Po I wojnie światowej miasto zaczęło szybko się rozwijać – powstały szkoły, znacznie poprawił się stan miejskiej infrastruktury. Olkusz liczył wówczas około 12 tysięcy mieszkańców, z czego niemalże 1/3 stanowili Żydzi. Istniała również znaczna mniejszość niemiecka. W latach 1918–1939 powiat olkuski znajdował się w ówczesnym województwie kieleckim.
Na początku września 1939 miasto zostało w wyniku działań wojennych zajęte przez Wehrmacht (nad pobliską Żuradą ppor. Władysław Gnyś strącił pierwsze niemieckie samoloty podczas tej wojny) i wkrótce wcielone do III Rzeszy. Rządy objęła mniejszość niemiecka, miasto przemianowano najpierw na Olkusch, a później Ilkenau, utworzono także getto żydowskie. W okolicznych lasach działały wówczas partyzanckie oddziały Armii Krajowej, co spotykało się z gwałtownymi odpowiedziami okupanta. 31 lipca 1940 roku (Krwawa środa w Olkuszu) rozstrzelano 20 osób, a setki innych (przeważnie pochodzenia żydowskiego) maltretowano na miejskich placach. Do połowy 1942 roku zlikwidowano olkuskie getto, a jego mieszkańców wywieziono do obozu zagłady Auschwitz II – Birkenau. Miasto zostało zdobyte przez oddziały 5 armii pancernej gwardii i 59 armii I Frontu Ukraińskiego 20 stycznia 1945 roku. W walkach o miasto zginęło ok. 1100 żołnierzy radzieckich.

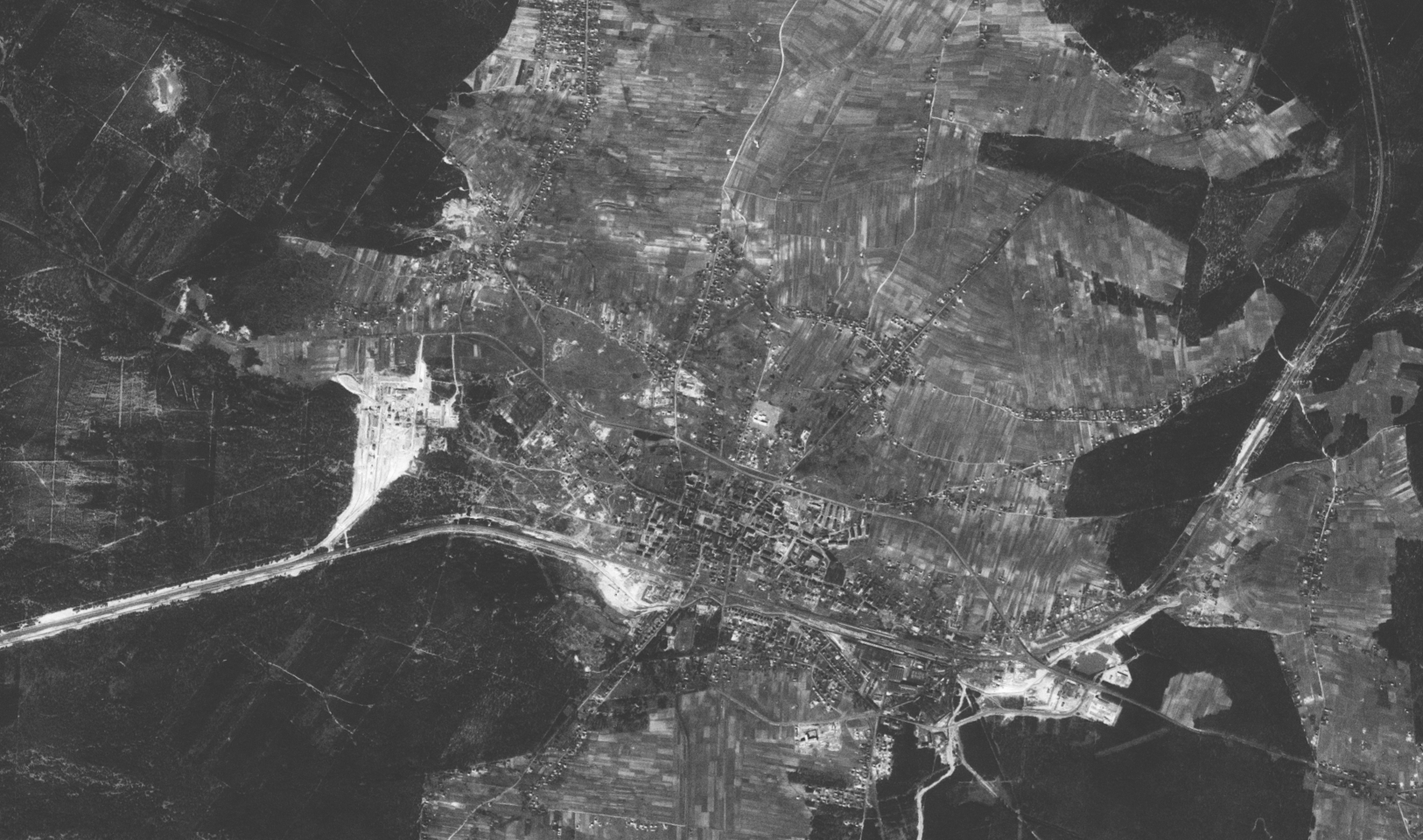
Olkusz sfotografowany przez amerykańskiego satelitę wywiadowczego, marzec 1968.

Po wojnie nastąpił dalszy rozwój Olkusza. W latach 60. rozpoczęto budowę kopalni Olkusz oraz osiedli mieszkaniowych przeznaczonych dla pracowników śląskich zakładów przemysłowych. Rozbudowano fabrykę naczyń oraz postawiono ogromne hale nowej wytwórni wentylatorów. Dzięki temu liczba mieszkańców wzrosła z 10 tysięcy w latach powojennych do 40 tysięcy obecnie. Rozwój przemysłu niekorzystnie odbił się na środowisku naturalnym. Dziś w rejonie miasta częstym zjawiskiem są poważne szkody górnicze, zaburzona została również równowaga hydrologiczna (zanik źródeł rzeki Baby).
Do 1975 roku miasto znajdowało się w województwie krakowskim, później w latach 1975–1999 w województwie katowickim, a od 1999 wchodzi w skład województwa małopolskiego.

## Historia Żydów w Olkuszu
Pierwsi Żydzi pojawiają się już za czasów panowania Kazimierza Wielkiego. Z Olkusza pochodził słynny bankier tego władcy Lewko. W 1764 mieszkało tu 423 Żydów, w 1856 – 746 (83% ludności miasteczka). W 1909 było już 3249 Żydów, a w 1939 roku – około 3000.
We wrześniu 1941 roku niemieccy okupanci zorganizowali w Olkuszu getto dla ludności żydowskiej. Objęło ono północno-wschodnią część miasta, a także podolkuskie wsie Parcze, Sikorka i Słowiki. Zagłada żydowskiej społeczności Olkusza rozpoczęła się 10 czerwca 1942 roku. W ciągu pięciu dni w dwóch transportach Niemcy wywieźli do obozu zagłady Auschwitz II (Birkenau) około 3 tys. mężczyzn, kobiet i dzieci. Jedynie 200 osób uznanych za zdolnych do pracy skierowano do różnych obozów pracy. Szacuje się, że II wojnę światową przeżyło nie więcej jak 150 olkuskich Żydów.